# 角川スニーカー文庫
角川スニーカー文庫（かどかわスニーカーぶんこ、Kadokawa Sneaker Bunko）は、KADOKAWAのブランドである「角川書店」から刊行されているライトノベル系文庫レーベル。角川文庫のサブレーベルの一つ。

## 概要
1987年10月に「現代日本文学」分類の「角川文庫・緑帯」から「角川文庫・青帯」として独立、1989年2月に公募で選ばれた「スニーカー文庫」の名称が巻末の既刊紹介や帯で使用され、同年8月に「角川スニーカー文庫」として正式に創刊。そのため通巻番号とカバーをはずした本体装丁のデザインを角川文庫と共有していたが、2012年2月発売の新刊から本体装丁が別のデザインになった（通巻番号はそのまま）。現在はいずれも角川グループ系列の電撃文庫（アスキー・メディアワークス）、富士見ファンタジア文庫（富士見書房）と並ぶメジャーレーベルである。現在のキャッチコピーは「いつでもみんなのNo.1!」。
レーベルの方向性
少年向け小説として創刊され、『ガンダムシリーズ』の富野由悠季、『重戦機エルガイム』の渡邊由自、『マクロスシリーズ』の富田祐弘などの作家が執筆する。その後は水野良の『ロードス島戦記』の登場を期に、ゲーム的・ファンタジー的世界観を持った小説が一時主流となった。
『ガンダム』の小説作品については2010年代後半から角川コミックス・エースブランド（コミックス扱い）での発行に移行したこともあり、本レーベルからの新刊発行が途絶えている。
現在はオリジナル作品に加え『月刊少年エース』および派生誌に連載されている漫画のノベライズ作品やニトロプラス、アリスソフト等のアダルトゲームを原作とする作品（但し、表現はマイルドな範疇に押さえられている）も多く刊行されている。かつては『魔獣戦士ルナ・ヴァルガー』や『自航惑星ガデュリン』など、ジュブナイルポルノの要素も持っている作品も刊行されていた。
ジャンルの多様化
このレーベルでも、かつては背表紙の青帯の部分をピンクにした少女向け小説やボーイズラブ小説が刊行されていたが、1992年12月に角川ルビー文庫としてボーイズラブ作品を独立させた。
乙一の『さみしさの周波数』などの様に、一般層の取り込みを狙ったと思われる作品も刊行されている。2001年11月には「角川スニーカー文庫<スニーカー・ミステリ倶楽部>」が創設された。これらは従来のスニーカー文庫よりもやや対象年齢を上げたテイストとして展開し、米澤穂信『愚者のエンドロール』、稲生平太郎『アクアリウムの夜』、また乙一や恩田陸らのアンソロジーなどといったタイトルが刊行されたが、既存レーベルとの差別化が弱く最終的に頓挫した（米澤穂信の『氷菓』、『愚者のエンドロール』、とみなが貴和の『夏休みは命がけ』、清涼院流水の『きゃらネット』、白倉由美の『夢から、さめない』は一般文庫で再刊行されている）。
また、『ティム・バートン版猿の惑星New Blood』や『スタートレック』の小説版の一部など、洋画、海外ドラマのノベライズの翻訳出版も手がけている。
その他
1993年にはライトノベル雑誌『ザ・スニーカー』が創刊。『ラグナロク』や『新ロードス島戦記』などの連載作品がスニーカー文庫レーベルで刊行されている。
2007年には、『きみにしか聞こえない』がスニーカー文庫作品としては初めて実写映画化された。
2009年に、スニーカー文庫レーベルで大ヒットした『きみにしか聞こえない』、『ブレイブ・ストーリー』、『涼宮ハルヒシリーズ』がスニーカー文庫作品としては初めて角川つばさ文庫で発売された。
2011年に『ザ・スニーカー』が休刊。公式サイトをリニューアルしてザ・スニーカーWEBとした。
2013年8月の新刊から、整理番号を著者別整理番号から50音順著者別整理番号に変更。背表紙のデザインも一新された。

## 分類
- 創刊から2013年7月まで
  - S 著者別整理番号 - 作品番号
  - （例）S 601-1 ラプラスの魔　山本弘著

| 著者別整理番号 | 備考                                                          |
| -------------- | ------------------------------------------------------------- |
| 0              | 機動戦士ガンダム関連小説                                      |
| 1 -            | 少年向け小説                                                  |
| 301 -          | 少女向け小説 （現在は角川ルビー文庫、角川ビーンズ文庫に移動） |
| 430～          | 少年向け小説 角川学園小説大賞受賞作品（第1回）等の学園小説    |
| 500            | ザ・スニーカー100号記念アンソロジー                           |
| 601 -          | ゲーム小説 （雑誌コンプティークに掲載された作品が中心）       |
| 701 -          | アニメ、特撮映画のノベライズ                                  |
| 801 -          | 角川スニーカー・G文庫                                         |
| 901 -          | スニーカー・ミステリ倶楽部                                    |

- 2013年8月以降の新刊及び重版
  - S 50音順著者別整理番号 - シリーズ番号 - 作品番号
  - （例）S た 2-1-11 東京皇帝☆北条恋歌 11　竹井10日著

## 作品一覧
フォーマット
- シリーズタイトル（著者/イラスト） ★は角川つばさ文庫で発売されている作品。
- 同一のシリーズでありながら、短編集や外伝、続編でタイトルが異なる場合、基本的に最初のシリーズ作品タイトルの下へ記述している。
- 太字は完結した作品。いわゆる打ち切り作品も、続刊がないとして全○巻・太字の表記を採る。
- 全1巻と単巻との違いは、初めからシリーズの巻数を記載していたが続刊が望めない作品をここでは全1巻としている。ただし、外伝や続編などで、本編以外に単巻が刊行された作品についてはそれについて記した上で「1巻」と書き加えている。
- イラスト担当欄の空欄は、複数の担当者がいる。
- スニーカー文庫に関係する「記念アンソロジー」の著者欄は、作者ではなく編集部を記している。

### あ行
| タイトル                                                                                | 著者                        | イラスト                                                                        | 巻数    |
| --------------------------------------------------------------------------------------- | --------------------------- | ------------------------------------------------------------------------------- | ------- |
| R-15                                                                                    | 伏見ひろゆき                | 藤真拓哉                                                                        | 全11巻  |
| RDG レッドデータガール                                                                  | 荻原規子                    | 岸田メル                                                                        | 全6巻   |
| 暁の女神ヤクシー                                                                        | 小林めぐみ                  | いのまたむつみ                                                                  | 全3巻   |
| アクアリウムの夜                                                                        | 稲生平太郎                  | カバー：緒方剛志                                                                | 単巻    |
| ACCESS 機械じかけの戦乙女                                                               | 泥士朗                      | 安西真                                                                          | 単巻    |
| 明日の夜明け                                                                            | 時無ゆたか                  | 石田あきら                                                                      | 単巻    |
| あずけて!時間銀行                                                                       | いとうのぶき                | Tiv                                                                             | 全2巻   |
| 聖断罪（）ドロシー                                                                      | 十文字青                    | すぶり                                                                          | 全3巻   |
| Add                                                                                     | 仁木健                      | 椋本夏夜                                                                        | 全9巻   |
| Another                                                                                 | 綾辻行人                    | いとうのいぢ                                                                    | 全2巻   |
| あなたを諦めきれない元許嫁じゃダメですか?                                               | 桜目禅斗                    | かるたも                                                                        | 全4巻   |
| 繰り世界のエトランジェ                                                                  | 赤月黎                      | 甘福あまね（1巻）、武藤此史（2-6巻）                                            | 全6巻   |
| 繰り世界のエトランジェ リアクト                                                         | 赤月黎                      | 武藤此史                                                                        | 単巻    |
| アリス・イン・ゴシックランド                                                            | 南房秀久                    | 植田亮                                                                          | 全3巻   |
| あるゾンビ少女の災難                                                                    | 池端亮                      | 蔓木鋼音                                                                        | 全2巻   |
| あるゾンビ少女の入学                                                                    | 池端亮                      | 蔓木鋼音                                                                        | 全2巻   |
| アルティメット・ファクター                                                              | 椎葉周                      | 山本ヤマト                                                                      | 全6巻   |
| アルティメット・ファクター EARLY TIMES                                                  | 椎葉周                      | 山本ヤマト                                                                      | 単巻    |
| アンジェリック・ノワール                                                                | 椎葉周                      | 芳住和之                                                                        | 全2巻   |
| アンダカの怪造学                                                                        | 日日日                      | エナミカツミ                                                                    | 全10巻  |
| ジャンクガール・ジグ                                                                    | 日日日                      | エナミカツミ                                                                    | 全2巻   |
| A&A アンドロイド・アンド・エイリアン                                                    | 北川拓磨                    | MA@YA                                                                           | 全2巻   |
| イース 失われた王国 / イース2 異界からの挑戦                                            | 飛火野耀                    | 表紙：藤原カムイ 本文：杉浦守                                                   | 全2巻   |
| 異界の軍師の救国奇譚                                                                    | 語部マサユキ                | 明星かがよ                                                                      | 全3巻   |
| 異次元騎士カズマシリーズ                                                                | 王領寺静                    | 小島康治（1巻）、安彦良和（2-9巻）                                              | 全10巻  |
| 異世界妖怪サモナー 〜ぜんぶ妖怪のせい〜                                                 | 東亮太                      | 日向あずり                                                                      | 全2巻   |
| イチゴ色禁区                                                                            | 神崎リン                    | 文倉十                                                                          | 全3巻   |
| いつか仮面を脱ぐ為に 〜嗤う鬼神と夢見る奴隷〜                                           | 榊一郎                      | 茨乃 メカデザイン：片貝文洋                                                     | 既刊2巻 |
| いなり、こんこん、恋いろは。                                                            | 加納新太 原作：よしだもろへ | 表紙：よしだもろへ 本文：さくらねこ、いなり製作委員会                           | 単巻    |
| イマジン秘蹟                                                                            | 本田透                      | 文倉十                                                                          | 全3巻   |
| 妹がブラコンであることを兄だけは知っている。                                            | ミヤ                        | 葉乃はるか                                                                      | 全2巻   |
| 妹の迷宮配信を手伝っていた俺が、うっかりSランクモンスター相手に無双した結果がこちらです | 木島隆太                    | motto                                                                           | 全3巻   |
| イリーガル・テクニカ                                                                    | 後藤リウ                    | 伊藤ベン                                                                        | 全5巻   |
| インヴィジョン・ワールド                                                                | 相川黒介                    | 凱                                                                              | 全2巻   |
| 陰キャだった俺の青春リベンジ 天使すぎるあの娘と歩むReライフ                             | 慶野由志                    | たん旦                                                                          | 全7巻   |
| ウィッチマズルカ                                                                        | 水口敬文                    | すまき俊悟                                                                      | 全2巻   |
| 裏ギリ少女                                                                              | 川崎中                      | TEL-O                                                                           | 全2巻   |
| エイティエリート                                                                        | 庄司卓                      | 近衛乙嗣 メカデザイン：海老川兼武                                               | 全3巻   |
| 英雄の娘として生まれ変わった英雄は再び英雄を目指す                                      | 鏑木ハルカ                  | 晃田ヒカ（1-5巻、6-10巻カバーイラスト）、言寺あまね（6-10巻口絵・本文イラスト） | 全10巻  |
| エクスタス・オンライン                                                                  | 久慈マサムネ                | 平つくね                                                                        | 全8巻   |
| S RED ザ・スニーカー100号記念アンソロジー                                               | スニーカー文庫編集部        |                                                                                 | 単巻    |
| S BLUE ザ・スニーカー100号記念アンソロジー                                              | スニーカー文庫編集部        |                                                                                 | 単巻    |
| S WHITE スニーカー文庫25周年記念アンソロジー                                            | スニーカー文庫編集部        |                                                                                 | 単巻    |
| NG騎士ラムネ&40EX                                                                       | あかほりさとる              | 伊東岳彦（1巻）、菅沼栄治（2-3巻）                                              | 全3巻   |
| NG騎士ラムネ&40外伝                                                                     | あかほりさとる              | 菅沼栄治                                                                        | 全3巻   |
| えびてん 綺譚奇譚                                                                       | すかぢ                      | 狗神煌                                                                          | 単巻    |
| エロゲのヒロインを寝取る男に転生したが、俺は絶対に寝取らない                            | みょん                      | 千種みのり                                                                      | 全4巻   |
| E×N（）                                                                                 | どば                        | 水谷ゆたか                                                                      | 全2巻   |
| エンド・リ・エンド                                                                      | 耳目口司                    | ヤス                                                                            | 全2巻   |
| オイレンシュピーゲル                                                                    | 冲方丁                      | 白亜右月 原案：島田フミカネ                                                     | 全4巻   |
| 大奥のサクラ                                                                            | 日日日                      | みやま零                                                                        | 全7巻   |
| おおかみこどもの雨と雪★                                                                 | 細田守                      | 烏羽雨                                                                          | 単巻    |
| オーク先生のJKハーレムにようこそ!                                                       | 東亮太                      | イセ川ヤスタカ                                                                  | 単巻    |
| オーラバトラー戦記                                                                      | 富野由悠季                  |                                                                                 | 全11巻  |
| 丘ルトロジック                                                                          | 耳目口司                    | まごまご                                                                        | 全4巻   |
| 幼なじみからの恋愛相談。相手は俺っぽいけど違うらしい                                    | ケンノジ                    | やとみ                                                                          | 全3巻   |
| 幼馴染は、にゃあと鳴いてスカートのなか                                                  | 半田畔                      | にゅむ                                                                          | 既刊1巻 |
| お台場駐屯基地の妖精 ストライク・プリンセス                                             | 冬木冬樹                    | ポコ                                                                            | 全2巻   |
| 『おっぱい揉みたい』って叫んだら、妹の友達と付き合うことになりました。                  | 凪木エコ                    | 白クマシェイク                                                                  | 既刊4巻 |
| 男嫌いな美人姉妹を名前も告げずに助けたら一体どうなる?                                   | みょん                      | ぎうにう                                                                        | 既刊7巻 |
| お見合いしたくなかったので、無理難題な条件をつけたら同級生が来た件について              | 桜木桜                      | clear                                                                           | 全8巻   |
| おやすみ魔獣少女                                                                        | 川人忠明                    | 紺野賢護                                                                        | 全2巻   |
| オレ英雄伝説 〜そして彼女は変わってしまった〜                                           | 秋水                        | Ixy                                                                             | 単巻    |
| 俺と彼女の青春論争                                                                      | 喜多見かなた                | ぶーた                                                                          | 単巻    |
| 俺の教室にハルヒはいない                                                                | 新井輝                      | こじこじ                                                                        | 全4巻   |
| 俺の脳内選択肢が、学園ラブコメを全力で邪魔している                                      | 春日部タケル                | ユキヲ                                                                          | 全13巻  |
| お・り・が・み                                                                          | 林トモアキ                  | 2C＝がろあ〜                                                                    | 全7巻   |
| 女友達は頼めば意外とヤらせてくれる                                                      | 鏡遊                        | 小森くづゆ                                                                      | 既刊6巻 |

### か行
| タイトル | 著者                                                                  | イラスト                                                                                 | 巻数              |
| --- | --------------------------------------------------------------------- | ---------------------------------------------------------------------------------------- | ----------------- |
| 回復術士のやり直し 〜即死魔法とスキルコピーの超越ヒール〜                                                             | 月夜涙                                                                | しおこんぶ                                                                               | 既刊10巻          |
| 下級生2 誰よりも一番輝いているあなたへ                                                                                | 相島巻 原作：エルフ                                                   | 門井亜矢                                                                                 | 単巻              |
| 会長の切り札 | 鷹見一幸                                                              | KeG                                                                                      | 全4巻             |
| ガサラキ | 野崎透 原案：矢立肇、高橋良輔                                         | カバー：村瀬修功 口絵：出渕裕 本文：武半慎吾（全巻）、深野洋一（1-3巻）、村瀬修功（4巻） | 全4巻             |
| ガジェット | 九重一木                                                              | 植田亮                                                                                   | 全5巻             |
| カナリア 〜この想いを歌に乗せて〜                                                                                     | ヤマグチノボル                                                        | 片倉真二                                                                                 | 単巻              |
| 風の歌 星の道 | 冴木忍                                                                | 弘司                                                                                     | 全3巻             |
| 新・風の歌 星の道 | 冴木忍                                                                | 弘司                                                                                     | 全5巻             |
| 彼女たちのメシがマズい100の理由                                                                                       | 高野小鹿                                                              | たいしょう田中                                                                           | 全6巻             |
| カノジョに浮気されていた俺が、小悪魔な後輩に懐かれています                                                            | 御宮ゆう                                                              | えーる                                                                                   | 全8巻 短編集1巻   |
| 彼女にしたい女子一位、の隣で見つけたあまりちゃん                                                                      | 裕時悠示                                                              | たん旦                                                                                   | 既刊2巻           |
| 神様ゲーム | 宮崎柊羽                                                              | 七草                                                                                     | 全8巻 短編集3巻   |
| カラワンギ・サーガラ                                                                                                  | 津守時生                                                              | 小林智美                                                                                 | 全4巻             |
| 牙霊調査室ユニット11-β                                                                                                | 六塚光                                                                | 鶯神楽                                                                                   | 全2巻             |
| カレイドメイズ | 湖山真                                                                | 鵜飼沙樹                                                                                 | 全4巻             |
| ガンソード | 倉田英之                                                              | 木村貴宏、植田洋一                                                                       | 全2巻             |
| 艦隊これくしょん -艦これ- 一航戦、出ます!                                                                             | 鷹見一幸 協力：「艦これ」運営鎮守府                                   | GUNP                                                                                     | 全3巻             |
| 艦隊これくしょん ‐艦これ‐ とある鎮守府の一日                                                                          | 椎出啓、鷹見一幸、銅大 協力：「艦これ」運営鎮守府                     | こるり                                                                                   | 全2巻             |
| ガンダムビルドファイターズ                                                                                            | あすか正太 原作：矢立案、富野由悠季                                   | ヤスダスズヒト、今ノ夜きよし                                                             | 全2巻             |
| 記憶の森のエリス | 七瀬川夏吉                                                            | こぶいち                                                                                 | 全2巻             |
| 鬼哭街 | 虚淵玄（ニトロプラス）                                                | 中央東口                                                                                 | 全2巻             |
| キディ・ガーランド | きむらひでふみ 原作：gimik                                            | 表紙：門之園恵美 本文：きむらひでふみ                                                    | 全2巻             |
| キディ・グレイド | 志茂文彦 原作：gimik、GONZO                                           | 表紙：門之園恵美 本文：きむらひでふみ                                                    | 全3巻             |
| キディ・グレイドPr.                                                                                                   | 青木智彦 原作：gimik、GONZO、角川書店                                 | 表紙：門之園恵美 本文：きむらひでふみ                                                    | 全2巻             |
| 機動戦士ガンダム | 富野由悠季                                                            | 美樹本晴彦                                                                               | 全3巻             |
| 機動戦士Ζガンダム | 富野由悠季                                                            | 美樹本晴彦                                                                               | 全5巻             |
| 機動戦士ガンダム 逆襲のシャア ベルトーチカ・チルドレン                                                                | 富野由悠季                                                            | 美樹本晴彦                                                                               | 単巻              |
| 機動戦士ガンダム 閃光のハサウェイ                                                                                     | 富野由悠季                                                            | 美樹本晴彦                                                                               | 全3巻             |
| 機動戦士ガンダムF91 クロスボーン・バンガード                                                                          | 富野由悠季                                                            | 美樹本晴彦                                                                               | 全2巻             |
| 機動戦士Vガンダム | 富野由悠季                                                            | 美樹本晴彦、カトキハジメ                                                                 | 全5巻             |
| 機動戦士Ζガンダム フォウ・ストーリー そして、戦士に…                                                                  | 遠藤明範 原案：矢立肇、富野由悠季                                     | 北爪宏幸                                                                                 | 単巻              |
| 機動戦士ガンダムΖΖ | 遠藤明範 原案：富野由悠季                                             | 美樹本晴彦                                                                               | 全2巻             |
| 機動戦士ガンダム0080 ポケットの中の戦争                                                                               | 結城恭介                                                              | 美樹本晴彦                                                                               | 単巻              |
| 機動戦士ガンダム0083                                                                                                  | 山口宏 監修：今西隆志                                                 | 川元利浩                                                                                 | 全3巻             |
| 機動戦士ガンダム第08MS小隊                                                                                            | 大河内一楼                                                            | 杉浦幸次                                                                                 | 全3巻             |
| 機動戦士ガンダム外伝 コロニーの落ちた地で…                                                                            | 林譲治 原作：矢立肇、富野由悠季、協力：千葉智宏（スタジオオルフェ）   | 杉浦幸次                                                                                 | 全2巻             |
| 機動戦士ガンダム戦記 Lost War Chronicles                                                                              | 林譲治 原作：矢立肇、富野由悠季                                       |                                                                                          | 全2巻             |
| 機動戦士ガンダム MSイグルー                                                                                           | 林譲治 原作：矢立肇、富野由悠季                                       | 大本海図                                                                                 | 全2巻             |
| 機動戦士ガンダム エコール・デュ・シエル 天空の少女                                                                    | 中原健一 原案：矢立肇、富野由悠季                                     | 美樹本晴彦                                                                               | 全2巻             |
| 機動戦士ガンダム外伝 宇宙、閃光の果てに…                                                                              | 宮本一毅 原作：矢立肇、富野由悠季、協力：千葉智宏（スタジオオルフェ） |                                                                                          | 単巻              |
| 機動戦士ガンダムUC | 福井晴敏 原作：矢立案、富野由悠季                                     | 表紙：美樹本晴彦 本文イラスト：大森倖三                                                  | 全10巻            |
| 機動戦士ガンダムSEED                                                                                                  | 後藤リウ 原作：矢立案、富野由悠季                                     | 表紙：大貫健一 口絵・本文イラスト：小笠原智史                                            | 全5巻             |
| 機動戦士ガンダムSEED DESTINY                                                                                          | 後藤リウ 原作：矢立案、富野由悠季                                     | 表紙：大貫健一 本文イラスト：As'MARIA                                                    | 全5巻             |
| 機動戦士ガンダムSEED ASTRAY                                                                                           | 千葉智宏（スタジオオルフェ） 原作：矢立案、富野由悠季                 | 緒方剛志                                                                                 | 全2巻             |
| 機動戦士ガンダムSEED DESTINY ASTRAY                                                                                   | 千葉智宏（スタジオオルフェ） 原作：矢立案、富野由悠季                 | 緒方剛志                                                                                 | 全2巻             |
| 機動戦士ガンダム00 | 木村暢 原作：矢立案、富野由悠季                                       |                                                                                          | 全3巻             |
| 機動戦士ガンダム00セカンドシーズン                                                                                    | 木村暢 原作：矢立案、富野由悠季                                       |                                                                                          | 全5巻             |
| 劇場版 機動戦士ガンダム00 -A wakening of the Trailblazer-                                                             | 木村暢 原作：矢立案、富野由悠季                                       |                                                                                          | 単巻              |
| 機動戦士ガンダムAGE                                                                                                   | 小太刀右京 原作：矢立案、富野由悠季                                   | 表紙：大貫健一 口絵・本文イラスト：黒銀                                                  | 全5巻             |
| 機動武闘伝Gガンダム                                                                                                   | 鈴木良武                                                              | 逢坂浩司、佐野浩敏                                                                       | 全10巻            |
| きみにしか聞こえない CALLING YOU★                                                                                     | 乙一                                                                  | 羽住都                                                                                   | 単巻              |
| キミの忘れかたを教えて                                                                                                | あまさきみりと                                                        | フライ                                                                                   | 全3巻             |
| 君の名は。Another Side:Earthbound                                                                                     | 加納新太 原作：新海誠                                                 | 表紙：田中将賀 本文：朝日川日和                                                          | 単巻              |
| 吸血殲鬼ヴェドゴニア                                                                                                  | 虚淵玄（ニトロプラス）、種子島貴                                      | 山田秀樹                                                                                 | 全2巻             |
| 極東少年 | 小林めぐみ                                                            | 秋山たまよ                                                                               | 全4巻             |
| キラー通りで、青春小説                                                                                                | 窪田僚                                                                | 高田明美                                                                                 | 単巻              |
| 極めて傲慢たる悪役貴族の所業                                                                                          | 黒雪ゆきは                                                            | 魚デニム                                                                                 | 既刊3巻           |
| 銀星みつあみ航海記 | 鷹見一幸                                                              | 緒方剛志                                                                                 | 全4巻             |
| 金陵城内記 | 真樹操                                                                | 伊藤真美                                                                                 | 全3巻             |
| クズレス・オブリージュ 18禁ゲー世界のクズ悪役に転生してしまった俺は、原作知識の力でどうしてもモブ人生をつかみ取りたい | アバタロー                                                            | kodamazon                                                                                | 既刊4巻           |
| クラスで一番の彼女、実はボッチの俺の彼女です                                                                          | 七星蛍                                                                | 万冬しま                                                                                 | 既刊2巻           |
| クラスで2番目に可愛い女の子と友だちになった                                                                           | たかた                                                                | 長部トム（1巻） 日向あずり（2-7巻）                                                      | 既刊7巻 短編集1巻 |
| 超粒子実験都市（）のフラウ                                                                                            | 土屋つかさ                                                            | 植田亮                                                                                   | 全2巻             |
| クロス×レガリア | 三田誠                                                                | ゆーげん                                                                                 | 全8巻             |
| クロックワーク | 山本剛                                                                | かねこしんや                                                                             | 全3巻             |
| 黒猫の愛読書 | 藤本圭                                                                | Dite                                                                                     | 全3巻             |
| 現役プロ美少女ライトノベル作家が教える! ライトノベルを読むのは楽しいけど、書いてみるともっと楽しいかもよ!?            | 林トモアキ                                                            | 春日歩                                                                                   | 単巻              |
| 剣聖の称号を持つ料理人                                                                                                | 天那光汰                                                              | 中野一                                                                                   | 既刊1巻           |
| 源平伝NEO | あかほりさとる                                                        | 別天荒人                                                                                 | 全3巻             |
| 恋は選挙と学園覇権!                                                                                                   | 秋山大事                                                              | 双龍                                                                                     | 全2巻             |
| 好感度が見えるようになったんだが、ヒロインがカンストしている件                                                        | 小牧亮介                                                              | 遠坂あさぎ                                                                               | 既刊2巻           |
| 交響詩篇エウレカセブン                                                                                                | 杉原智則 原作：BONES                                                  | 岸和田ロビン                                                                             | 全4巻             |
| 交響詩篇エウレカセブン ポケットが虹でいっぱい                                                                         | 杉原智則 原作：BONES                                                  | 表紙：数井浩子 本文：星樹                                                                | 単巻              |
| 侯爵令嬢の借金執事 | 七野りく                                                              | mmu                                                                                      | 既刊2巻           |
| 煌帝のバトルスローネ!                                                                                                 | 井上悠宇                                                              | ぎん太郎                                                                                 | 全3巻             |
| コードギアス 反逆のルルーシュ                                                                                         | 岩佐まもる ストーリー原案：大河内一楼、谷口悟朗                       | カバー：木村貴宏 本文：toi8                                                              | 全5巻             |
| コードギアス 反逆のルルーシュR2                                                                                       | 岩佐まもる ストーリー原案：大河内一楼、谷口悟朗                       | カバー：木村貴宏 本文：toi8                                                              | 全4巻             |
| コードギアス 反逆のルルーシュ 朱の軌跡                                                                                | 岩佐まもる ストーリー原案：大河内一楼、谷口悟朗                       | 玲衣                                                                                     | 単巻              |
| コードギアス 反逆のルルーシュR2 ナイトオブラウンズ                                                                    | 岩佐まもる ストーリー原案：大河内一楼、谷口悟朗                       | 玲衣                                                                                     | 単巻              |
| コードギアス 反逆のルルーシュ 生徒会事件簿                                                                            | 朝香祥                                                                | As’まりあ、AKIRA                                                                         | 全2巻             |
| ゴクドーくん漫遊記（旧：極道くん漫遊記）                                                                              | 中村うさぎ                                                            | 桐嶋たける                                                                               | 全13巻            |
| ここから脱出たければ恋しあえっ                                                                                        | 竹井10日                                                              | かれい                                                                                   | 全4巻             |
| このあと滅茶苦茶ラブコメした                                                                                          | 春日部タケル                                                          | 悠理なゆた                                                                               | 既刊2巻           |
| この素晴らしい世界に祝福を!                                                                                           | 暁なつめ                                                              | 三嶋くろね                                                                               | 全17巻 短編集3巻  |
| この素晴らしい世界に祝福を! スピンオフ この素晴らしい世界に爆焔を!                                                    | 暁なつめ                                                              | 三嶋くろね                                                                               | 全3巻             |
| この素晴らしい世界に祝福を! スピンオフ 続・この素晴らしい世界に爆焔を!                                                | 暁なつめ                                                              | 三嶋くろね                                                                               | 既刊2巻           |
| この素晴らしい世界に祝福を! スピンオフ この仮面の悪魔に相談を!                                                        | 暁なつめ                                                              | 三嶋くろね                                                                               | 単巻              |
| この素晴らしい世界に祝福を! エクストラ あの愚か者にも脚光を!                                                          | 昼熊 原作：暁なつめ                                                   | 憂姫はぐれ 原案：三嶋くろね                                                              | 全7巻             |
| この世界で9番目ぐらいな俺、異世界人の監視役に駆り出されました                                                         | 東雲立風                                                              | あれっくす                                                                               | 全3巻             |
| この世界、わたしに都合がいいようです!                                                                                 | 気がつけば毛玉                                                        | 029                                                                                      | 既刊2巻           |
| 子ひつじは迷わない | 玩具堂                                                                | 籠目                                                                                     | 全6巻             |
| 古墳バスター夏実 | 七尾あきら                                                            | そえたかずひろ                                                                           | 全3巻             |
| 小娘オーバードライブ                                                                                                  | 笹本祐一                                                              | むっちりむうにい                                                                         | 全4巻             |

### さ行
| タイトル                                                                                   | 著者                                                              | イラスト                                                        | 巻数            |
| ------------------------------------------------------------------------------------------ | ----------------------------------------------------------------- | --------------------------------------------------------------- | --------------- |
| 円環少女                                                                                   | 長谷敏司                                                          | 深遊                                                            | 全13巻          |
| 最強出涸らし皇子の暗躍帝位争い 無能を演じるSSランク皇子は皇位継承戦を影から支配する        | タンバ                                                            | 夕薙                                                            | 既刊14巻        |
| 最強落第貴族の剣魔極めし暗闘譚                                                             | タンバ                                                            | へりがる                                                        | 既刊4巻         |
| 最低皇子たちによる皇位争『譲』戦 〜貧乏くじの皇位なんて誰にでもくれてやる!〜               | 榎本快晴                                                          | nauribon                                                        | 既刊1巻         |
| サイハテの救世主                                                                           | 岩井恭平                                                          | Bou                                                             | 全3巻           |
| 冴えない僕が君の部屋でシている事をクラスメイトは誰も知らない                               | ヤマモトタケシ                                                    | アサヒナヒカゲ                                                  | 全3巻           |
| サクラダリセット                                                                           | 河野裕                                                            | 椎名優                                                          | 全7巻           |
| 坂物語り                                                                                   | 大倉らいた                                                        | 甲斐智久                                                        | 全4巻           |
| サバキの時間                                                                               | 本保智                                                            | 山本ケイジ                                                      | 全2巻           |
| サマーウォーズ                                                                             | 岩井恭平 原作：細田守                                             | 表紙：貞本義行 本文：烏羽雨                                     | 単巻            |
| サマーウォーズ クライシス・オブ・OZ                                                        | 土屋つかさ 原作：細田守                                           | 杉基イクラ                                                      | 単巻            |
| さみしさの周波数                                                                           | 乙一                                                              | 羽住都                                                          | 単巻            |
| されど罪人は竜と踊る                                                                       | 浅井ラボ                                                          | 宮城                                                            | 全8巻           |
| 斬魔大聖デモンベイン                                                                       | 涼風涼（本編） 古橋秀之（外伝） 原作：鋼屋ジン（ニトロプラス）    | Niθ（第1巻はカラー挿絵のみ） 第1巻挿絵：洒乃渉                  | 全3巻 外伝3巻   |
| ジオニックフロント 機動戦士ガンダム0079                                                    | 林譲治 原案：矢立肇、富野由悠季                                   |                                                                 | 全2巻           |
| 自航惑星ガデュリン                                                                         | 羅門祐人                                                          | 米田仁士                                                        | 全7巻           |
| 仕事帰り、独身の美人上司に頼まれて★                                                        | 望公太                                                            | しの                                                            | 全3巻           |
| 失踪HOLIDAY★                                                                               | 乙一                                                              | 羽住都                                                          | 単巻            |
| 自動販売機に生まれ変わった俺は迷宮を彷徨う                                                 | 昼熊                                                              | 加藤いつわ                                                      | 既刊3巻         |
| 【新装版】自動販売機に生まれ変わった俺は迷宮を彷徨う                                       | 昼熊                                                              | 憂姫はぐれ                                                      | 既刊4巻         |
| シャドウ・ネゴシエイター                                                                   | みなみケント                                                      | Riv                                                             | 全2巻           |
| シャンク!!ザ・レイトストーリー                                                             | 秋田禎信                                                          | 依澄れい                                                        | 全2巻           |
| シャンク!!ザ・ロードストーリー                                                             | 秋田禎信                                                          | つたえゆず                                                      | 全2巻           |
| 終焉世界の天災姫（）                                                                       | 三ノ神龍司                                                        | 藤真拓哉                                                        | 全3巻           |
| 終末なにしてますか? 忙しいですか? 救ってもらっていいですか?                                | 枯野瑛                                                            | ue                                                              | 全5巻 EX1巻     |
| 終末なにしてますか? もう一度だけ、会えますか?                                              | 枯野瑛                                                            | ue                                                              | 全11巻          |
| ジュエルガール                                                                             | 青田八葉                                                          | 飴沢                                                            | 全2巻           |
| シュガーダーク 埋められた闇と少女                                                          | 新井円侍                                                          | mebae                                                           | 単巻            |
| STEINS;GATE                                                                                | 三輪清宗 原作：5pb.×ニトロプラス                                  | 表紙・口絵：坂井久太、他                                        | 全5巻           |
| 劇場版 STEINS;GATE 負荷領域のデジャヴ                                                      | 浜崎達也 原作：志倉千代丸/MAGES./Nitroplus                        | 表紙：huke 口絵：坂井久太 本文：bun150                          | 全2巻           |
| STEINS;GATE 0                                                                              | 浜崎達也 原作：志倉千代丸/MAGES.                                  | カバーイラスト：huke 本文イラスト：池田靖宏                     | 全2巻           |
| 純情感情エイリアン                                                                         | こばやしゆうき                                                    | まくら                                                          | 全3巻           |
| 消閑の挑戦者                                                                               | 岩井恭平                                                          | 四季童子                                                        | 全4巻           |
| 性悪天才幼馴染との勝負に負けて初体験を全部奪われる話                                       | 犬甘あんず                                                        | ねいび                                                          | 全4巻           |
| じょっぱれアオモリの星                                                                     | 佐々木鏡石                                                        | 福きつね                                                        | 既刊2巻         |
| 新機動戦記ガンダムW                                                                        | 神代創 原作：矢立案、富野由悠季                                   |                                                                 | 全5巻           |
| 新機動戦記ガンダムW Endless Waltz                                                          | 隅沢克之 原作：矢立案、富野由悠季                                 | あさぎ桜                                                        | 全2巻           |
| 真の仲間じゃないと勇者のパーティーを追い出されたので、辺境でスローライフすることにしました | ざっぽん                                                          | やすも                                                          | 全15巻          |
| 真の仲間Episode.0 今だけ最強の走竜騎士は、いずれ無双の妹勇者を守り抜く                     | ざっぽん                                                          | やすも                                                          | 単巻            |
| 新妹魔王の契約者（）                                                                       | 上栖綴人                                                          | 大熊猫介                                                        | 全13巻          |
| 新妹魔王の契約者（） LIGHT!                                                                | 八薙玉造 原作：上栖綴人                                           | みやこかしわ キャラクターデザイン：大熊猫介                     | 単巻            |
| 新妹魔王の契約者（） SWEET!                                                                | 八薙玉造 原作：上栖綴人                                           | 大熊猫介                                                        | 単巻            |
| 新ロードス島戦記                                                                           | 水野良                                                            | 旧版・1巻：出渕裕 新版・2巻より：美樹本晴彦                     | 全6巻 序章1巻   |
| 神話殺しの虚幻騎士（）                                                                     | 八薙玉造                                                          | 有坂あこ                                                        | 全2巻           |
| スーパーカブ                                                                               | トネ・コーケン                                                    | 博                                                              | 全8巻 短編集1巻 |
| スキルが見えた二度目の人生が超余裕、初恋の人と楽しく過ごしています                         | 破滅                                                              | TYONE                                                           | 既刊1巻         |
| 涼宮ハルヒシリーズ★                                                                        | 谷川流                                                            | いとうのいぢ                                                    | 既刊13巻        |
| 捨てられエルフさんは世界で一番強くて可愛い!                                                | 月夜涙                                                            | にじまあるく                                                    | 既刊2巻         |
| ストライクウィッチーズ スオムスいらん子中隊                                                | ヤマグチノボル 原作：島田フミカネ&Projekt kagonish                | 表紙：島田フミカネ 口絵・本文：上田梯子                         | 全3巻           |
| ストライクウィッチーズ 乙女ノ巻                                                            | 南房秀久 原作：島田フミカネ&Projekt kagonish                      | 表紙：島田フミカネ 口絵・本文：上田梯子                         | 全4巻           |
| ストライクウィッチーズ2                                                                    | 南房秀久 原作：島田フミカネ&Projekt kagonish                      | 表紙：島田フミカネ 本文：京極しん                               | 全2巻           |
| ストライクウィッチーズ劇場版 -還りたい空-                                                  | 南房秀久 原作：島田フミカネ&Projekt kagonish                      | 表紙：島田フミカネ 本文：飯沼俊規、他                           | 単巻            |
| ストライクウィッチーズ アフリカの魔女 ケイズリポート                                       | 鈴木貴昭 原作：島田フミカネ&Projekt kagonish                      | 表紙：島田フミカネ 本文：野上武志（1巻）、島田フミカネ（2-3巻） | 全3巻           |
| ノーブルウィッチーズ                                                                       | 南房秀久 原作：島田フミカネ&Projekt kagonish                      | 表紙：島田フミカネ 本文：飯沼俊規                               | 全8巻           |
| ブレイブウィッチーズPrequel                                                                | 築地俊彦 原作：島田フミカネ&Projekt kagonish                      | 表紙：島田フミカネ 本文：櫛灘ゐるゑ、他                         | 全8巻           |
| サイレントウィッチーズ スオムスいらん子中隊ReBOOT!                                         | 築地俊彦 原案：ヤマグチノボル 原作：島田フミカネ&Projekt kagonish | 表紙：島田フミカネ 本文：月並甲介                               | 既刊4巻         |
| 星間特捜エンジェルバーズ                                                                   | 秋津透                                                            | 北野芳喜                                                        | 全3巻           |
| 聖剣（）の姫と神盟騎士団（）                                                               | 杉原智則                                                          | Nidy-2D-                                                        | 全6巻           |
| 世界最高の暗殺者、異世界貴族に転生する                                                     | 月夜涙                                                            | れい亜                                                          | 既刊8巻         |
| 世界最速のレベルアップ                                                                     | 八又ナガト                                                        | fame                                                            | 既刊3巻         |
| 世界のキズナ                                                                               | 有澤透世                                                          | 椿あす                                                          | 全2巻           |
| 絶対無敵ライジンオー 僕たち地球防衛組                                                      | 園田英樹                                                          | 武内啓                                                          | 全3巻           |
| 絶対無敵ライジンオー 五次元帝国の逆襲                                                      | 園田英樹 原作：サンライズ                                         |                                                                 | 単巻            |
| 千剣の魔術師と呼ばれた剣士                                                                 | 高光晶                                                            | Gilse                                                           | 既刊4巻         |
| 戦闘員、派遣します！                                                                       | 暁なつめ                                                          | カカオ・ランタン                                                | 既刊7巻         |
| 戦闘城塞マスラヲ                                                                           | 林トモアキ                                                        | 上田夢人                                                        | 全5巻           |
| 聖エルザクルセイダーズ                                                                     | 松枝蔵人                                                          | BLACK POINT                                                     | 全4巻           |
| 戦翼のシグルドリーヴァ Rusalka                                                             | 長月達平                                                          | 藤真拓哉                                                        | 全2巻           |
| 戦翼のシグルドリーヴァ Sakura                                                              | 長月達平                                                          | 藤真拓哉                                                        | 全2巻           |
| 装甲騎兵ボトムズ                                                                           | 高橋良輔                                                          | 表紙：大河原邦男 本文：塩山紀生                                 | 全4巻           |
| 喪神の碑                                                                                   | 津守時生                                                          | 小林智美                                                        | 全5巻           |
| 総理大臣 のえる!                                                                           | あすか正太                                                        | 剣康之                                                          | 全9巻           |
| 双星記                                                                                     | 荻野目悠樹                                                        | 結城信輝                                                        | 全5巻           |
| そらのおとしもの                                                                           | 神崎リン 原作：水無月すう                                         | 渡邊義弘                                                        | 単巻            |
| そらのおとしものf                                                                          | 神崎リン 原作：水無月すう                                         | 水無月すう、橘あゆん                                            | 単巻            |
| 空みて歩こう                                                                               | 冴木忍                                                            | 伊藤真美                                                        | 全3巻           |
| それがるうるの支配魔術                                                                     | 土屋つかさ                                                        | さくらねこ                                                      | 全6巻           |

### た行
| タイトル                                                                     | 著者                            | イラスト                          | 巻数               |
| ---------------------------------------------------------------------------- | ------------------------------- | --------------------------------- | ------------------ |
| ∀ガンダム                                                                    | 佐藤茂 原作：矢立案、富野由悠季 | 萩尾望都                          | 全5巻              |
| ∀ガンダム Episodes                                                           | 佐藤茂 原作：矢立案、富野由悠季 | 鶴田謙二                          | 単巻               |
| 怠惰な悪辱貴族に転生した俺、シナリオをぶっ壊したら規格外の魔力で最凶になった | 菊池快晴                        | 桑島黎音                          | 既刊3巻            |
| だから僕は… ガンダムへの道                                                   | 富野由悠季                      | とり・みき                        | 単巻               |
| 多次元交差点シリーズ                                                         | 本保智                          | かわく                            | 全2巻              |
| タイピング・ハイ!                                                            | 長森浩平                        | 橘りうた                          | 全2巻              |
| 竹田くんの恋人 ワールズエンド・フェアリーテイル                              | 桜庭一樹                        | みさくらなんこつ                  | 単巻               |
| 他人を寄せつけない無愛想な女子に説教したら、めちゃくちゃ懐かれた             | 向原三吉                        | いちかわはる                      | 既刊2巻            |
| 食べごろ斬魔行                                                               | 池端亮                          | 鈴見敦                            | 全2巻              |
| タマラセ                                                                     | 六塚光                          | 日向悠二                          | 全6巻              |
| 誰が勇者を殺したか                                                           | 駄犬                            | toi8                              | 既刊3巻            |
| 男子だと思っていた幼馴染との新婚生活がうまくいきすぎる件について             | はむばね                        | Parum                             | 既刊3巻            |
| ダンタリアンの書架                                                           | 三雲岳斗                        | Gユウスケ                         | 全8巻              |
| 桜ish―推定魔法少女―                                                          | 一肇 原作：デジターボ           | 三杜シノヴ（ニトロプラス）        | 全2巻              |
| 神様（）ライフ                                                               | 気がつけば毛玉                  | みわべさくら                      | 全4巻              |
| 地下鉄で美少女を守った俺、名乗らず去ったら全国で英雄扱いされました。         | 水戸前カルヤ                    | ひげ猫                            | 全3巻              |
| チキチキ美少女神仙伝!                                                        | 嬉野秋彦                        | せたのりやす                      | 全7巻              |
| 地球の切り札                                                                 | 鷹見一幸                        | KeG                               | 全3巻              |
| 中ボスさんレベル99、最強の部下たちとともに二周目突入!                        | 猿渡かざみ                      | 天瀬晴之                          | 既刊1巻            |
| 墜落世界のハイダイバー                                                       | 六塚光                          | オサム                            | 全4巻              |
| 月と炎の戦記                                                                 | 森岡浩之                        | 小菅久美                          | 単巻               |
| 月と闇の戦記                                                                 | 森岡浩之                        | 草河遊也                          | 全3巻              |
| D.A.ジャンクション                                                           | 富田祐弘                        | 鈴木雅久                          | 全5巻              |
| ディバイデッド・フロント                                                     | 高瀬彼方                        | 山田秀樹                          | 全3巻              |
| テスタメントシュピーゲル                                                     | 冲方丁                          | 島田フミカネ                      | 全5巻              |
| でたまか                                                                     | 鷹見一幸                        | Chiyoko                           | 全16巻             |
| てのひらのエネミー                                                           | 杉原智則                        | 桐原いづみ                        | 全4巻              |
| デビルズ・ダイス                                                             | いとうのぶき                    | 佐嶋真実                          | 全2巻              |
| 天空監獄の魔術画廊                                                           | 永菜葉一                        | 八坂ミナト                        | 全5巻              |
| 天空戦記シュラト                                                             | あかほりさとる                  | 奥田万つ里、沢田翔                | 全6巻              |
| 転校先の清楚可憐な美少女が、昔男子と思って一緒に遊んだ幼馴染だった件         | 雲雀湯                          | シソ                              | 既刊8巻            |
| 転生従者の悪政改革録                                                         | 語部マサユキ                    | 遠坂あさぎ                        | 全3巻              |
| 伝説巨神イデオン                                                             | 富野由悠季                      | 後藤隆幸                          | 全3巻              |
| 東京ESP                                                                      | 八坂圭 原作：瀬川はじめ         | 夕仁、［東京ESP］製作委員会       | 単巻               |
| 東京皇帝☆北条恋歌                                                            | 竹井10日                        | 要河オルカ                        | 全13巻             |
| DOORS（ドアーズ）                                                            | 神坂一                          | 岸和田ロビン                      | 全2巻              |
| 時々ボソッとロシア語でデレる隣のアーリャさん                                 | 燦々SUN                         | ももこ                            | 既刊10巻 短編集2巻 |
| 時載りリンネ!                                                                | 清野静                          | 古夏からす                        | 全5巻              |
| 特殊性癖教室へようこそ                                                       | 中西鼎                          | 魔太郎                            | 全3巻              |
| 年上エリート女騎士が僕の前でだけ可愛い                                       | たかた                          | あるぷ                            | 既刊2巻            |
| 隣の席のヤンキー清水さんが髪を黒く染めてきた                                 | 底花                            | ハム                              | 既刊4巻            |
| 飛び降りようとしている女子高生を助けたらどうなるのか?                        | 岸馬きらく                      | 黒なまこ キャラクター原案：らたん | 全4巻              |
| トライ・クロス!                                                              | 友野詳                          | 岩原裕二                          | 全3巻              |
| 竜魔杖のコンダクター                                                         | 早矢塚かつや                    | IsII                              | 全2巻              |
| ドラゴンクルス                                                               | あすか正太                      | 玲衣                              | 全3巻              |
| トラブルシューター シェリフスターズMS                                        | 神坂一                          | 光吉賢司                          | 全5巻              |
| トラブルシューター シェリフスターズSS                                        | 神坂一                          | 光吉賢司                          | 全4巻              |
| ドラモンド家の花嫁                                                           | 冴木忍                          | 若月さな                          | 全3巻              |
| トリニティ・ブラッド Rage Against the Moons                                  | 吉田直                          | THORES柴本                        | 全6巻              |
| トリニティ・ブラッド Reborn on the Mars                                      | 吉田直                          | THORES柴本                        | 全6巻              |
| トリスメギトス 光の神遺物                                                    | 浜崎達也                        | 日野慎之                          | 単巻               |
| .hack//Another Birth                                                         | 川崎美羽                        | サイバーコネクト2                 | 全4巻              |
| .hack//AI buster                                                             | 浜崎達也                        | 依澄れい                          | 全2巻              |
| .hack//Quantum 心ノ双子                                                      | 浜崎達也                        | 長谷部敦志                        | 単巻               |
| .hack//G.U.                                                                  | 浜崎達也                        | 森田柚花                          | 全4巻              |
| .hack//CELL                                                                  | 涼風涼                          | 睦月アキラ                        | 全2巻              |
| .hack//ZERO                                                                  | 横手美智子                      | 川島旅順                          | 全1巻              |
| .hack//黄昏の碑文                                                            | 川崎美羽                        | 椎名麻子                          | 全2巻              |

### な行
| タイトル                                             | 著者                        | イラスト       | 巻数    |
| ---------------------------------------------------- | --------------------------- | -------------- | ------- |
| なぜかS級美女達の話題に俺があがる件                  | 脇岡こなつ                  | magako         | 既刊4巻 |
| “菜々子さん”の戯曲                                   | 高木敦史                    | 笹森トモエ     | 全2巻   |
| 七星降霊学園のアクマ                                 | 田口仙年堂                  | 夕仁           | 全6巻   |
| 七つの海のティコ                                     | 広尾昭                      |                | 全3巻   |
| 何と言われようとも、僕はただの宮廷司書です。         | 安居院晃                    | あんべよしろう | 既刊1巻 |
| 日常ではさえないただのおっさん、本当は地上最強の戦神 | 相野仁                      | 桑島黎音       | 全7巻   |
| 日常の小説                                           | 椎出啓 原作：あらゐけいいち |                | 単巻    |
| ネオクーロン                                         | 鷹見一幸                    | PEACH-PIT      | 全2巻   |

### は行
| タイトル                                                                                      | 著者                                            | イラスト                                              | 巻数                      |
| --------------------------------------------------------------------------------------------- | ----------------------------------------------- | ----------------------------------------------------- | ------------------------- |
| ハートレス・ハート                                                                            | 七尾あきら                                      | 西E田                                                 | 単巻                      |
| ばいおれんす☆まじかる                                                                         | 林トモアキ                                      | 愛姫みかん                                            | 全3巻                     |
| バイトでウィザード                                                                            | 椎野美由貴                                      | 原田たけひと                                          | 全10巻 短編集4巻          |
| 爆熱天使Xサン                                                                                 | 日日日                                          | TNSK                                                  | 全2巻                     |
| ばけてろ                                                                                      | 十文字青                                        | みことあけみ                                          | 全2巻                     |
| 外れスキルの追放王子、不思議なダンジョンで無限成長                                            | ふなず                                          | 珀石碧                                                | 既刊2巻                   |
| PATRONE                                                                                       | 伊豆平成                                        | OKAMA                                                 | 全2巻                     |
| 薔薇のマリア                                                                                  | 十文字青                                        | BUNBUN                                                | 全21巻                    |
| 薔薇のマリア Ver                                                                              | 十文字青                                        | BUNBUN                                                | 全6巻                     |
| はるかぜ小隊、錬成せよっ!                                                                     | 木村心一                                        | 種田優太                                              | 全1巻                     |
| ハローワールド                                                                                | 涼風涼(DIGITURBO) 原作：ニトロプラス            | きんりきまんとう                                      | 全2巻                     |
| 反逆王ユニカ                                                                                  | 井沢元彦                                        | 安彦良和                                              | 全2巻                     |
| バンドをクビにされた僕と推しJKの青春リライト                                                  | 水卜みう                                        | 葛坊煽                                                | 既刊1巻                   |
| ピーチガーデン                                                                                | 青田八葉                                        | 連                                                    | 全3巻                     |
| 日帰りクエスト                                                                                | 神坂一                                          | 鈴木雅久                                              | 全4巻                     |
| 日陰魔女は気づかない 〜魔法学園に入学した天才妹が、姉はもっとすごいと言いふらしていたなんて〜 | 相野仁                                          | タムラヨウ                                            | 既刊1巻                   |
| ひげを剃る。そして女子高生を拾う。                                                            | しめさば                                        | ぶーた（1-3巻、5巻、短編集、外伝）、足立いまる（4巻） | 全5巻 短編集1巻 外伝3巻   |
| 美少女作家と目指すミリオンセラアアアアアアアアッ!!                                            | 春日部タケル                                    | Mika Pikazo                                           | 全5巻                     |
| ヒマツリ                                                                                      | 春日部タケル                                    | も                                                    | 全2巻                     |
| ヒマワリ:unUtopial World                                                                      | 林トモアキ                                      | マニャ子                                              | 全8巻                     |
| 秘密結社でいこう!                                                                             | 伊豆平成                                        | 松本規之                                              | 全3巻                     |
| ヒミツのテックガール                                                                          | 平城山工                                        | とりしも                                              | 全2巻                     |
| ヒメゴトシステム                                                                              | 神崎リン                                        | 千葉サドル                                            | 全2巻                     |
| 百鬼夜翔シリーズ                                                                              | グループSNE                                     |                                                       | 全15巻                    |
| 氷菓 / 愚者のエンドロール                                                                     | 米澤穂信                                        | 1巻カバー：上杉久代 2巻カバー：高野音彦               | 全2巻                     |
| ファントム                                                                                    | 虚淵玄(ニトロプラス)、(有)リアクション          | 山田秀樹                                              | 全2巻                     |
| Fate/kaleid liner プリズマ☆イリヤ                                                             | 伊藤ヒロ 原作：ひろやまひろし、TYPE-MOON        | カバー・口絵：SILVER LINK. 本文：bun150               | 全2巻                     |
| フォーチュン・クエスト                                                                        | 深沢美潮                                        | 迎夏生                                                | 全8巻 外伝3巻 バイト編1巻 |
| 不屈の女神 ゲッツェンディーナー                                                               | 菅浩江                                          | 赤井孝美                                              | 単巻                      |
| 不本意だけどハーレムです。ただしネットに限る                                                  | 伏見ひろゆき                                    | 仁村有志                                              | 全3巻                     |
| BLOOD+                                                                                        | 池端亮                                          | 箸井地図                                              | 全4巻                     |
| ブラッドラッド                                                                                | 八坂圭、ブラッドラッド製作委員会 原作：小玉有起 | 本文：好野カナタ、他                                  | 単巻                      |
| フリーライフ 異世界何でも屋奮闘記                                                             | 気がつけば毛玉                                  | かにビーム                                            | 全9巻                     |
| フリクリ                                                                                      | 榎戸洋司 企画・原作：GAINAX                     | 鶴巻和哉、今石洋之                                    | 全3巻                     |
| ふるこんたくと!                                                                               | あすか正太                                      | uni8                                                  | 全4巻                     |
| ブレイドライン アーシア剣聖記                                                                 | 水野良                                          | 津雪                                                  | 全6巻                     |
| ブレイブ・ストーリー★                                                                         | 宮部みゆき                                      | 千羽由利子、菊池正典                                  | 全4巻                     |
| ベイビー、グッドモーニング                                                                    | 河野裕                                          | 椎名優                                                | 単巻                      |
| ベリーベリー・エンジェルス                                                                    | 藤本圭                                          | 会田孝信                                              | 単巻                      |
| 放課後、アイスティ / 真夏日、ウィンディ                                                       | 窪田僚                                          | 高田明美                                              | 全2巻                     |
| 放課後退魔録                                                                                  | 岡本賢一                                        | 黒星紅白                                              | 全4巻                     |
| 放課後退魔録(る)                                                                              | 岡本賢一                                        | 黒星紅白                                              | 単巻                      |
| 放課後のダンジョンにほまれはよみがえる魔物を見た                                              | 築地俊彦                                        | H2SO4                                                 | 全1巻                     |
| 放課後の魔術師                                                                                | 土屋つかさ                                      | ふゆの春秋                                            | 全7巻                     |
| 放課後は無敵ですが、何か?                                                                     | 秋水                                            | しらび                                                | 全4巻                     |
| 魔法薬売りのマレア                                                                            | ヤマグチノボル                                  | TASA                                                  | 単巻                      |
| ぼくこい                                                                                      | 森橋ビンゴ                                      | Ixy                                                   | 単巻                      |
| 僕の欲望は手に負えない                                                                        | 天音マサキ                                      | 〆鯖コハダ                                            | 全3巻                     |
| 僕の魔剣が、うるさい件について                                                                | 宮澤伊織                                        | CH@R                                                  | 全4巻                     |
| ポケロリ                                                                                      | 竹井10日                                        | 池上茜                                                | 全2巻                     |
| 星の大地                                                                                      | 冴木忍                                          | 飯田晴子                                              | 全3巻                     |

### ま行
| タイトル                                                                                 | 著者                                                   | イラスト                                         | 巻数             |
| ---------------------------------------------------------------------------------------- | ------------------------------------------------------ | ------------------------------------------------ | ---------------- |
| 魔王学園の反逆者 〜人類初の魔王候補、眷属少女と王座を目指して成り上がる〜                | 久慈マサムネ                                           | kakao                                            | 全5巻            |
| 魔王と勇者の0フラグ                                                                      | 宮地拓海                                               | 日向悠二                                         | 全2巻            |
| 魔王令嬢の執行者 〜魔王国に追放された無能勇者、隠された天与スキルで無双する〜            | Sty                                                    | 伊藤宗一                                         | 既刊1巻          |
| マキゾエホリック                                                                         | 東亮太                                                 | Nino                                             | 全3巻            |
| マクロスフロンティア                                                                     | 小太刀右京                                             | 表紙：江端里沙 本文：青木ハヤト                  | 全4巻            |
| マクロスF                                                                                | 小太刀右京                                             | 本文：氷堂涼二、他                               | 全2巻            |
| 劇場版マクロスF                                                                          | 小太刀右京                                             | 表紙：江端里沙 本文：青木ハヤト                  | 全2巻            |
| マジカル★エクスプローラー エロゲの友人キャラに転生したけど、ゲーム知識使って自由に生きる | 入栖                                                   | 神奈月昇                                         | 既刊12巻         |
| 魔獣戦士ルナ・ヴァルガー                                                                 | 秋津透                                                 | あろひろし（1-9巻）、つなき亜樹（10-12巻・外伝） | 全12巻 外伝1巻   |
| 魔獣戦記ネオ・ヴァルガー                                                                 | 秋津透                                                 | 平野俊弘                                         | 全8巻            |
| マシンガイ竜                                                                             | 山田正紀                                               | 永井豪                                           | 単巻             |
| 魔人伝奇OROCHI                                                                           | 赤月黎                                                 | 山×2                                             | 全2巻            |
| 召喚主（）は家出猫（）                                                                   | 鷹見一幸                                               | 唯                                               | 全4巻            |
| 魔装学園H×H（）                                                                          | 久慈マサムネ                                           | Hisasi メカデザイン：黒銀                        | 全15巻           |
| 末代まで!                                                                                | 猫砂一平                                               | 猫砂一平                                         | 全3巻            |
| マッチングアプリで元恋人と再会した。                                                     | ナナシまる                                             | 秋乃える                                         | 既刊4巻          |
| マテリアル・クライシス                                                                   | 仁木健                                                 | 瑚澄遊智                                         | 全3巻            |
| 魔動王グランゾート                                                                       | 広井王子&レッドカンパニー                              | 芦田豊雄                                         | 全3巻 外伝2巻    |
| 魔導物語シリーズ                                                                         | 山本剛                                                 | 壱                                               | 全9巻            |
| 継母の連れ子が元カノだった                                                               | 紙城境介                                               | たかやKi                                         | 既刊12巻         |
| 密会〜アムロとララァ                                                                     | 富野由悠季                                             | NOCCHI                                           | 単巻             |
| MiX!                                                                                     | 岩佐まもる                                             | CARNELIAN                                        | 全5巻            |
| 三剣物語                                                                                 | ひかわ玲子                                             | 出渕裕                                           | 全3巻            |
| ミステリ・アンソロジーI 名探偵は、ここにいる                                             | 鯨統一郎、太田忠司、西澤保彦、愛川晶                   | 藤田新策                                         | 単巻             |
| ミステリ・アンソロジーII 殺人鬼の放課後                                                  | 恩田陸、乙一、新津きよみ、小林泰三                     | 藤田新策                                         | 単巻             |
| ミステリ・アンソロジーIII 密室レシピ                                                     | 柴田よしき、折原一、霞流一、泡坂妻夫                   | 藤田新策                                         | 単巻             |
| ミステリ・アンソロジーIV 殺意の時間割                                                    | 赤川次郎、はやみねかおる、鯨統一郎、近藤史恵、西澤保彦 | 藤田新策                                         | 単巻             |
| ミステリ・アンソロジーV 血文字パズル                                                     | 有栖川有栖、太田忠司、麻耶雄嵩、若竹七海               | 藤田新策                                         | 単巻             |
| ミスマルカ興国物語                                                                       | 林トモアキ                                             | ともぞ                                           | 全13巻 外伝2巻   |
| 耳鳴坂妖異日誌                                                                           | 湖山真                                                 | みかづきあきら!                                  | 全3巻            |
| 宮河家の空腹                                                                             | 待田堂子 原作：美水かがみ                              | 表紙：はらぺこ 本文：華々つぼみ                  | 単巻             |
| 未来日記                                                                                 | いとうのぶき 原作：えすのサカエ                        | 本文：吉原雅彦、他                               | 全2巻            |
| 未来放浪ガルディーン                                                                     | 火浦功                                                 | 出渕裕                                           | 全3巻 外伝2巻    |
| ミリオン・クラウン                                                                       | 竜ノ湖太郎                                             | 焦茶                                             | 既刊5巻          |
| みんなの賞金稼ぎ                                                                         | 池端亮                                                 | 白亜右月                                         | 全2巻            |
| 無口な小日向さんは、なぜか俺の胸に頭突きする                                             | 心音ゆるり                                             | さとうぽて                                       | 既刊2巻          |
| ムゲンのセンカ                                                                           | 六塚光                                                 | 真田鈴                                           | 全2巻            |
| ムシウタ                                                                                 | 岩井恭平                                               | るろお                                           | 全15巻           |
| ムシウタbug                                                                              | 岩井恭平                                               | るろお                                           | 全8巻            |
| MAZE☆爆熱時空                                                                            | あかほりさとる                                         | 菅沼栄治                                         | 全9巻            |
| MAZE☆爆熱時空外伝                                                                        | あかほりさとる                                         | 菅沼栄治                                         | 全2巻            |
| MAZE☆爆熱時空 レイピア乱舞                                                               | あかほりさとる                                         | 菅沼栄治                                         | 単巻             |
| MAZE☆爆熱時空 ミルちゃん恋愛大作戦♡                                                      | あかほりさとる                                         | 菅沼栄治                                         | 単巻             |
| メイド様の裏マニュアル                                                                   | 高木敦史                                               | 里みきね                                         | 全2巻            |
| メタルマックス                                                                           | 北沢蒼                                                 | 山本貴嗣                                         | 全1巻            |
| 問題児たちが異世界から来るそうですよ?                                                    | 竜ノ湖太郎                                             | 天之有                                           | 全11巻 短編集1巻 |
| 妄想少女                                                                                 | 東亮太                                                 | ちこたむ                                         | 全6巻            |

### や行
| タイトル | 著者           | イラスト     | 巻数           |
| --- | -------------- | ------------ | -------------- |
| 薬剤師協会の治験者募集案内（）                                                                                              | 宮地拓海       | みじんこうか | 全2巻          |
| 闇堕ち騎士（）がダンジョン始めました!!                                                                                      | 東亮太         | ユメのオワリ | 全2巻          |
| 闇の運命を背負う者 | 神坂一         | 木村明広     | 全3巻          |
| 闇魔術師ネフィリス | 梅津裕一       | 広瀬総士     | 全2巻          |
| 勇者パーティーをクビになったので故郷に帰ったら、メンバー全員がついてきたんだが                                              | 木の芽         | 希           | 既刊3巻        |
| 妖怪寺縁起 | 冴木忍         | 田口順子     | 全3巻          |
| ようこそ『追放者ギルド』へ ～無能なＳランクパーティがどんどん有能な冒険者を追放するので、最弱を集めて最強ギルドを創ります～ | メソポ・たみあ | U助          | 既刊2巻        |
| 妖世紀水滸伝シリーズ | 吉岡平         | JET          | 全14巻 外伝1巻 |
| 妖魔夜行シリーズ | グループSNE    |              | 全18巻         |
| 横浜ダンジョン | 瀬尾つかさ     | やむ茶       | 全3巻          |
| 喚ばれて飛び出てみたけれど                                                                                                  | 丸本天外       | RAMI         | 全2巻          |
| 齢5000年の草食ドラゴン、いわれなき邪竜認定                                                                                  | 榎本快晴       | しゅがお     | 既刊3巻        |

### ら行
| タイトル                                                               | 著者                                                 | イラスト      | 巻数              |
| ---------------------------------------------------------------------- | ---------------------------------------------------- | ------------- | ----------------- |
| らき☆すたシリーズ                                                      | 竹井10日 原作：美水かがみ                            | 美水かがみ    | 全3巻             |
| らき☆すた ひとめこなたに                                               | 伊豆平成・田中桂 原作：美水かがみ                    | 美水かがみ    | 単巻              |
| らき☆すた ゆるゆるでぃず                                               | 待田堂子 原作：美水かがみ                            | 堀口悠紀子    | 単巻              |
| 落第賢者の学院無双                                                     | 白石新                                               | 魚デニム      | 全8巻             |
| ラグナロク                                                             | 安井健太郎                                           | TASA          | 全11巻            |
| ラグナロク EX                                                          | 安井健太郎                                           | TASA          | 全9巻             |
| ラストエグザイル                                                       | 神山修一 原作：GONZO                                 | 堀内修        | 全2巻             |
| ラストエグザイル-銀翼のファム-                                         | 岩佐まもる 原作：GONZO                               | 堀内修、磁油2 | 全2巻             |
| ラストエンブリオ                                                       | 竜ノ湖太郎                                           | ももこ        | 既刊8巻           |
| ラストマギカの魔工契約（）                                             | 土屋つかさ                                           | 桑島黎音      | 単巻              |
| 螺旋のプリンセス                                                       | 椎野美由貴                                           | 瀬田ヒナコ    | 全2巻             |
| ラブコメ漫画に入ってしまったので、推しの負けヒロインを全力で幸せにする | shiryu                                               | バラ          | 既刊3巻           |
| ラメント                                                               | 後藤リウ 原作：淵井鏑（ニトロプラス）                | 柳原澪        | 全2巻             |
| ランブルフィッシュ                                                     | 三雲岳斗                                             | 久織ちまき    | 全11巻            |
| リバーシブル                                                           | 水月昂                                               | 方密          | 全3巻             |
| リバース;エンド                                                        | 東亮太                                               | えいひ        | 全2巻             |
| リミテッド・ヴァンパイア                                               | 仁木健                                               | 中島鯛        | 全2巻             |
| リュシアンの血脈                                                       | 冴木忍                                               | 甘塩コメコ    | 全5巻             |
| ルナル・サーガ                                                         | 友野詳                                               | 西村博之      | 全6巻             |
| ルナル・サーガ 完結篇                                                  | 友野詳                                               | 西村博之      | 全2巻             |
| ルナル・サーガ外伝                                                     | 友野詳                                               | 西村博之      | 全2巻             |
| 「龍」を守る者―ルナル・ヒーローズ                                      | 友野詳、柘植めぐみ、江川晃                           | 西村博之      | 単巻              |
| ルナル・ジェネレーション                                               | 友野詳                                               | 西村博之      | 全4巻             |
| カルシファード青嵐記                                                   | 友野詳                                               | TAKAMICHI     | 全4巻             |
| カルシファード旋風録                                                   | 友野詳                                               | TAKAMICHI     | 単巻              |
| カルシファード緋炎伝                                                   | 友野詳                                               | TAKAMICHI     | 全4巻             |
| ルニセク群雄伝                                                         | 嵩峰龍二                                             | やぎざわ梨穂  | 全1巻             |
| レイセン                                                               | 林トモアキ                                           | 上田夢人      | 全8巻             |
| LAIDBACKERS -レイドバッカーズ- THE NOVEL                               | 永菜葉一 企画・原作：おばけ屋、LAIDBACKERS製作委員会 | 鈴木次郎      | 単巻              |
| レゾナンス                                                             | 山原ユキ                                             | 矢野口君      | 全1巻             |
| レディ・ガンナーシリーズ                                               | 茅田砂胡                                             | 草河遊也      | 既刊8巻 短編集1巻 |
| 憐 Ren                                                                 | 水口敬文                                             | シギサワカヤ  | 全4巻             |
| レンズと悪魔                                                           | 六塚光                                               | カズアキ      | 全13巻            |
| レンタルマギカ                                                         | 三田誠                                               | pako          | 全23巻 外伝1巻    |
| ロードス島戦記                                                         | 水野良                                               | 出渕裕        | 全7巻 外伝1巻     |
| ロードス島伝説                                                         | 水野良                                               | 山田章博      | 全5巻             |

### わ行
| タイトル                                                                       | 著者           | イラスト    | 巻数    |
| ------------------------------------------------------------------------------ | -------------- | ----------- | ------- |
| ワールドエンド・ヴァルキリー                                                   | 九重一木       | 蔓木鋼音    | 全3巻   |
| 我が焔炎にひれ伏せ世界                                                         | すめらぎひよこ | Mika Pikazo | 既刊4巻 |
| 忘れさせてよ、後輩くん。                                                       | あまさきみりと | へちま      | 既刊2巻 |
| ワンワン物語 〜金持ちの犬にしてとは言ったが、フェンリルにしろとは言ってねえ!〜 | 犬魔人         | こちも      | 全7巻   |

## 映像化作品

### アニメ化
| 作品                                                                                       | 放送年             | アニメーション制作              | 備考                    |
| ------------------------------------------------------------------------------------------ | ------------------ | ------------------------------- | ----------------------- |
| MAZE☆爆熱時空                                                                              | 1997年             | J.C.STAFF                       | OVA、映画あり           |
| フォーチュン・クエスト（アニメ）                                                           | 1997年 - 1998年    | イージーフィルム                | OVAあり                 |
| ロードス島戦記（アニメ）                                                                   | 1998年             | AIC                             | OVA、ショートアニメあり |
| ゴクドーくん漫遊記                                                                         | 1999年             | トランス・アーツ                |                         |
| トリニティ・ブラッド                                                                       | 2005年             | GONZO                           |                         |
| 涼宮ハルヒシリーズ（アニメ）                                                               | 2006年（第1期）    | 京都アニメーション              | パロディアニメ化あり    |
| 涼宮ハルヒシリーズ（アニメ）                                                               | 2009年（第2期）    | 京都アニメーション              | パロディアニメ化あり    |
| ムシウタ                                                                                   | 2007年             | ビートフロッグ                  |                         |
| レンタルマギカ                                                                             | 2007年-2008年      | ゼクシズ                        |                         |
| ダンタリアンの書架                                                                         | 2011年             | GAINAX                          | OVAあり                 |
| R-15                                                                                       | 2011年             | AIC                             |                         |
| Another                                                                                    | 2012年             | P.A.WORKS                       |                         |
| 問題児たちが異世界から来るそうですよ?                                                      | 2013年             | ディオメディア                  | OVAあり                 |
| RDG レッドデータガール                                                                     | 2013年             | P.A.WORKS                       |                         |
| 俺の脳内選択肢が、学園ラブコメを全力で邪魔している                                         | 2013年             | ディオメディア                  | OADあり                 |
| 新妹魔王の契約者                                                                           | 2015年（第1・2期） | プロダクションアイムズ          | OVAあり                 |
| 魔装学園H×H                                                                                | 2016年             | プロダクションアイムズ          |                         |
| この素晴らしい世界に祝福を!（アニメ）                                                      | 2016年（第1期）    | スタジオディーン                | OVA、映画あり           |
| この素晴らしい世界に祝福を!（アニメ）                                                      | 2017年（第2期）    | スタジオディーン                | OVA、映画あり           |
| この素晴らしい世界に祝福を!（アニメ）                                                      | 2024年（第3期）    | ドライブ                        | OVA、映画あり           |
| 終末なにしてますか? 忙しいですか? 救ってもらっていいですか?                                | 2017年             | サテライト C2C                  |                         |
| サクラダリセット                                                                           | 2017年             | david production                |                         |
| 回復術士のやり直し 〜即死魔法とスキルコピーの超越ヒール〜                                  | 2021年             | ティー・エヌ・ケー              |                         |
| 戦闘員、派遣します!                                                                        | 2021年             | J.C.STAFF                       |                         |
| ひげを剃る。そして女子高生を拾う。                                                         | 2021年             | project No.9                    |                         |
| スーパーカブ                                                                               | 2021年             | スタジオKAI                     |                         |
| 世界最高の暗殺者、異世界貴族に転生する                                                     | 2021年（第1期）    | SILVER LINK. studioぱれっと     |                         |
| 世界最高の暗殺者、異世界貴族に転生する                                                     | 未公表（第2期）    | 未公表                          |                         |
| 真の仲間じゃないと勇者のパーティーを追い出されたので、辺境でスローライフすることにしました | 2021年（第1期）    | ウルフズベイン スタジオフラッド |                         |
| 真の仲間じゃないと勇者のパーティーを追い出されたので、辺境でスローライフすることにしました | 2024年（第2期）    | スタジオフラッド                |                         |
| 継母の連れ子が元カノだった                                                                 | 2022年             | project No.9                    |                         |
| この素晴らしい世界に爆焔を!                                                                | 2023年             | ドライブ                        |                         |
| 自動販売機に生まれ変わった俺は迷宮を彷徨う                                                 | 2023年（第1期）    | Studio五組 AXsiZ                |                         |
| 自動販売機に生まれ変わった俺は迷宮を彷徨う                                                 | 2025年（第2期）    | Studio五組 AXsiZ                |                         |
| 時々ボソッとロシア語でデレる隣のアーリャさん                                               | 2024年（第1期）    | 動画工房                        |                         |
| 時々ボソッとロシア語でデレる隣のアーリャさん                                               | 2026年（第2期）    | 動画工房                        |                         |
| クラスで2番目に可愛い女の子と友だちになった                                                | 2026年             | CONNECT                         |                         |
| 転校先の清楚可憐な美少女が、昔男子と思って一緒に遊んだ幼馴染だった件                       | 未公表             | 未公表                          |                         |

| 作品                              | 公開年 | アニメーション制作 | 備考 |
| --------------------------------- | ------ | ------------------ | --- |
| ブレイブ・ストーリー              | 2006年 | GONZO              | |
| 機動戦士ガンダム 閃光のハサウェイ | 2021年 | サンライズ         | 映画公開時は新装版として角川コミックス・エースレーベルにて刊行 初出及び電子書籍版は本文庫レーベルにて刊行されているので記載 |

| 作品                     | 発売年          | アニメーション制作    | 備考 |
| ------------------------ | --------------- | --------------------- | ---- |
| ガデュリン               | 1990年          | セタ 葦プロダクション |      |
| 魔獣戦士ルナ・ヴァルガー | 1991年          | AIC St.HAKK           |      |
| 妖世紀水滸伝             | 1993年          | J.C.STAFF             |      |
| 機動戦士ガンダムUC       | 2010年 - 2014年 | サンライズ            |      |

| 作品                                       | 配信年          | アニメーション制作    | 備考                   |
| ------------------------------------------ | --------------- | --------------------- | ---------------------- |
| あるゾンビ少女の災難                       | 2018年          | GONZO、スティングレイ |                        |
| 齢5000年の草食ドラゴン、いわれなき邪竜認定 | 2022年（第1期） | LAN STUDIO            | 日本と中国の合作アニメ |
| 齢5000年の草食ドラゴン、いわれなき邪竜認定 | 2024年（第2期） | LAN STUDIO            | 日本と中国の合作アニメ |

| 作品                                                                                     | 年     | アニメーション制作 | 備考 |
| ---------------------------------------------------------------------------------------- | ------ | ------------------ | ---- |
| マジカル★エクスプローラー エロゲの友人キャラに転生したけど、ゲーム知識使って自由に生きる | 未公表 | 未公表             |      |
| 最強出涸らし皇子の暗躍帝位争い 無能を演じるSSランク皇子は皇位継承戦を影から支配する      | 未公表 | 未公表             |      |

### テレビドラマ化
| 作品        | 放送年 | 制作                 | 備考 |
| ----------- | ------ | -------------------- | ---- |
| 失踪HOLIDAY | 2007年 | テレビ朝日、ホリプロ |      |

### 実写映画化
| 作品                             | 公開年 | 監督     | 配給               | 備考 |
| -------------------------------- | ------ | -------- | ------------------ | ---- |
| きみにしか聞こえない             | 2007年 | 荻島達也 | ザナドゥー         |      |
| KIDS                             | 2008年 | 荻島達也 | 東映               |      |
| 憐 Ren                           | 2008年 | 堀禎一   | ベドラム           |      |
| あるゾンビ少女の災難             | 2013年 | 菱沼康介 |                    |      |
| サクラダリセット                 | 2017年 | 深川栄洋 | ショウゲート       |      |
| 女子高生の放課後アングラーライフ | 2023年 | 城定秀夫 | マーメイドフィルム |      |

## 公式動画チャンネル

### なますに！
2014年10月17日に角川スニーカー文庫の最新情報を『なますに！』（とその特番『うらすに！』）といった生放送で紹介する公式動画チャンネルの角川スニーカー文庫 公式チャンネルでを開設した。2014年10月31日になますに！第1回が放送され、以後、ほぼ月1回で定期的に実施。
当初、角川スニーカー文庫 公式チャンネルはニコニコ動画のみであったが、第40回からはYouTubeにも開設。全55回。
MCは百花繚乱 が担当した。

### すにちゃんねる
スニーカー文庫創刊35周年記念企画のひとつとして、スニーカー文庫専属Vtuber「須二川 文（すにかわ あや）」のYouTubeチャンネル『すにちゃんねる』が2023年6月29日に開設。